# Robert II van Bourgondië
Robert II van Bourgondië (circa 1248 - Vernon, 21 maart 1306) was van 1272 tot 1306 hertog van Bourgondië. Hij behoorde tot het huis Bourgondië.

## Levensloop
Robert was de derde zoon van hertog Hugo IV van Bourgondië en diens eerste echtgenote Yolande van Dreux, dochter van graaf Robert III van Dreux. Door de vroegtijdige dood van zijn twee oudere broers werd hij de troonopvolger van het hertogdom Bourgondië en in 1272 volgde hij zijn vader op als hertog van Bourgondië.
In 1284 kreeg Robert II van Rooms-Duits koning Rudolf I van Habsburg het hertogdom Dauphiné toegewezen. Koning Filips IV van Frankrijk, die ook op dit hertogdom aasde, was het daar niet mee eens en het kwam tot een twee jaar durende oorlog tussen Filips IV en Robert II. Uiteindelijk eindigde de oorlog nadat Filips IV Robert II 20.000 livres tournois had betaald om zijn claim op het hertogdom Dauphiné op te geven.
Robert beëindigde als hertog van Bourgondië de traditie om bepaalde delen van zijn Bourgondische landgoederen weg te schenken aan zijn jongere zoons of als bruidsschat voor zijn dochters. Hierdoor kon hij zijn domeinen volledig aan zijn zoon Hugo V doorgeven.  

## Huwelijk en nakomelingen
In 1279 huwde Robert II met Agnes Capet, dochter van koning Lodewijk IX van Frankrijk. Ze kregen tien kinderen:
- Jan (1279-1283)
- Margaretha (1285), jong gestorven
- Blanche (1288-1348), huwde in 1307 met graaf Eduard van Savoye
- Margaretha (1290-1315), huwde in 1305 met koning Lodewijk X van Frankrijk
- Johanna (1293-1349), huwde in 1313 met koning Filips VI van Frankrijk
- Hugo V (1294-1315), hertog van Bourgondië
- Odo IV (1295-1349), hertog van Bourgondië
- Lodewijk (1297-1316), vorst van Achaea
- Maria (1298-1336), huwde in 1310 met graaf Eduard I van Bar
- Robert (1302-1334), huwde in 1321 met gravin Johanna I van Chalon-Tonnerre

## Voorouders
| Voorouders van Robert II van Bourgondië | Voorouders van Robert II van Bourgondië                                 | Voorouders van Robert II van Bourgondië                                 | Voorouders van Robert II van Bourgondië                                 | Voorouders van Robert II van Bourgondië                                 | Voorouders van Robert II van Bourgondië                                 | Voorouders van Robert II van Bourgondië                                 | Voorouders van Robert II van Bourgondië                                 | Voorouders van Robert II van Bourgondië                                 |
| --------------------------------------- | ----------------------------------------------------------------------- | ----------------------------------------------------------------------- | ----------------------------------------------------------------------- | ----------------------------------------------------------------------- | ----------------------------------------------------------------------- | ----------------------------------------------------------------------- | ----------------------------------------------------------------------- | ----------------------------------------------------------------------- |
| Overgrootouders                         | Hugo III van Bourgondië (1142-1192) ∞ Alix van Lotharingen (1145-1200)  | Hugo III van Bourgondië (1142-1192) ∞ Alix van Lotharingen (1145-1200)  | Hugo van Vergy (1141-1217) ∞ Gillette de Trainel (-)                    | Hugo van Vergy (1141-1217) ∞ Gillette de Trainel (-)                    | Robrecht II van Dreux (1154–1218) ∞ Yolande de Coucy (1164–1222)        | Robrecht II van Dreux (1154–1218) ∞ Yolande de Coucy (1164–1222)        | Thomas de Saint-Valery (–) ∞ 1220 Adèle de Ponthieu (–)                 | Thomas de Saint-Valery (–) ∞ 1220 Adèle de Ponthieu (–)                 |
| Grootouders                             | Odo III van Bourgondië (1166-1218) ∞ Alix van Vergy (1182-1252)         | Odo III van Bourgondië (1166-1218) ∞ Alix van Vergy (1182-1252)         | Odo III van Bourgondië (1166-1218) ∞ Alix van Vergy (1182-1252)         | Odo III van Bourgondië (1166-1218) ∞ Alix van Vergy (1182-1252)         | Robert III van Dreux (1185-1234) ∞ Aénor van Saint Valery (-1250)       | Robert III van Dreux (1185-1234) ∞ Aénor van Saint Valery (-1250)       | Robert III van Dreux (1185-1234) ∞ Aénor van Saint Valery (-1250)       | Robert III van Dreux (1185-1234) ∞ Aénor van Saint Valery (-1250)       |
| Ouders                                  | Hugo IV van Bourgondië (1212-1272) ∞ 1229 Yolande van Dreux (1212-1248) | Hugo IV van Bourgondië (1212-1272) ∞ 1229 Yolande van Dreux (1212-1248) | Hugo IV van Bourgondië (1212-1272) ∞ 1229 Yolande van Dreux (1212-1248) | Hugo IV van Bourgondië (1212-1272) ∞ 1229 Yolande van Dreux (1212-1248) | Hugo IV van Bourgondië (1212-1272) ∞ 1229 Yolande van Dreux (1212-1248) | Hugo IV van Bourgondië (1212-1272) ∞ 1229 Yolande van Dreux (1212-1248) | Hugo IV van Bourgondië (1212-1272) ∞ 1229 Yolande van Dreux (1212-1248) | Hugo IV van Bourgondië (1212-1272) ∞ 1229 Yolande van Dreux (1212-1248) |